# Apoheterolocha segregis
Apoheterolocha segregis là một loài bướm đêm trong họ Geometridae.